# 迪亞馬特·麥克穆爾查達
迪亞馬特·麥克穆爾查達（Diarmaid mac Murchadha，約1110年—1171年），倫斯特國王，1126年至1171年在位。1167年，迪亞馬特·麥克穆爾查達曾被爱尔兰高王羅里·奧科赫廢黜。他最終埋在弗恩斯大教堂中。